# Heptacodium miconioides
Espèce
Classification APG III (2009)
Heptacodium miconioides (chinois : 七子花 ; pinyin : qī zǐ huā ; litt. « fleur à sept enfants ») est un petit arbre originaire de Chine de la famille des Caprifoliaceae.

## Position taxinomique
Cette espèce est classée dans la tribu Linnaeeae de la famille des Caprifoliacées. Elle est l'espèce-type du genre.
Heptacodium miconioides a été collectée en Chine dans le Yunnan lors de l'expédition de Ernest Henry Wilson en 1907. Elle a servi à la description du genre par Alfred Rehder en 1916.
L'espèce n'a figuré que dans les herbiers jusqu'en 1980. Depuis, elle a été introduite dans l'ensemble des pays à climat tempéré.
L'espèce Heptacodium jasminoides Airy Shaw est considérée par l'index Tropicos comme un synonyme de Heptacodium miconioides Rehder.

## Description
Heptacodium miconioides est un petit arbre ou grand arbuste caduc, aux feuilles opposées, pouvant atteindre sept à huit mètres de haut.
Son écorce, qui desquame en grands lambeaux, est particulièrement caractéristique et décorative.
Sa floraison débute à la fin de l'été.
Les inflorescences sont des capitules à sept fleurs, ce qui est à l'origine du nom générique : έπτά (sept) et κώδεια (têtes).
Les fleurs sont blanches, à cinq sépales avec une corolle tubulaire et cinq étamines. Elles sont légèrement parfumées.
Cette espèce compte 28 chromosomes.

## Distribution
Heptacodium miconioides est originaire de Chine (Hubei principalement, mais aussi Anhui, Yunnan et Zhejiang).
Il s'agit d'une plante forestière ou de sous-bois, de sols acides et riches.
Son utilisation ornementale l'a répandue dans l'ensemble des pays à climat tempéré, en particulier en France.

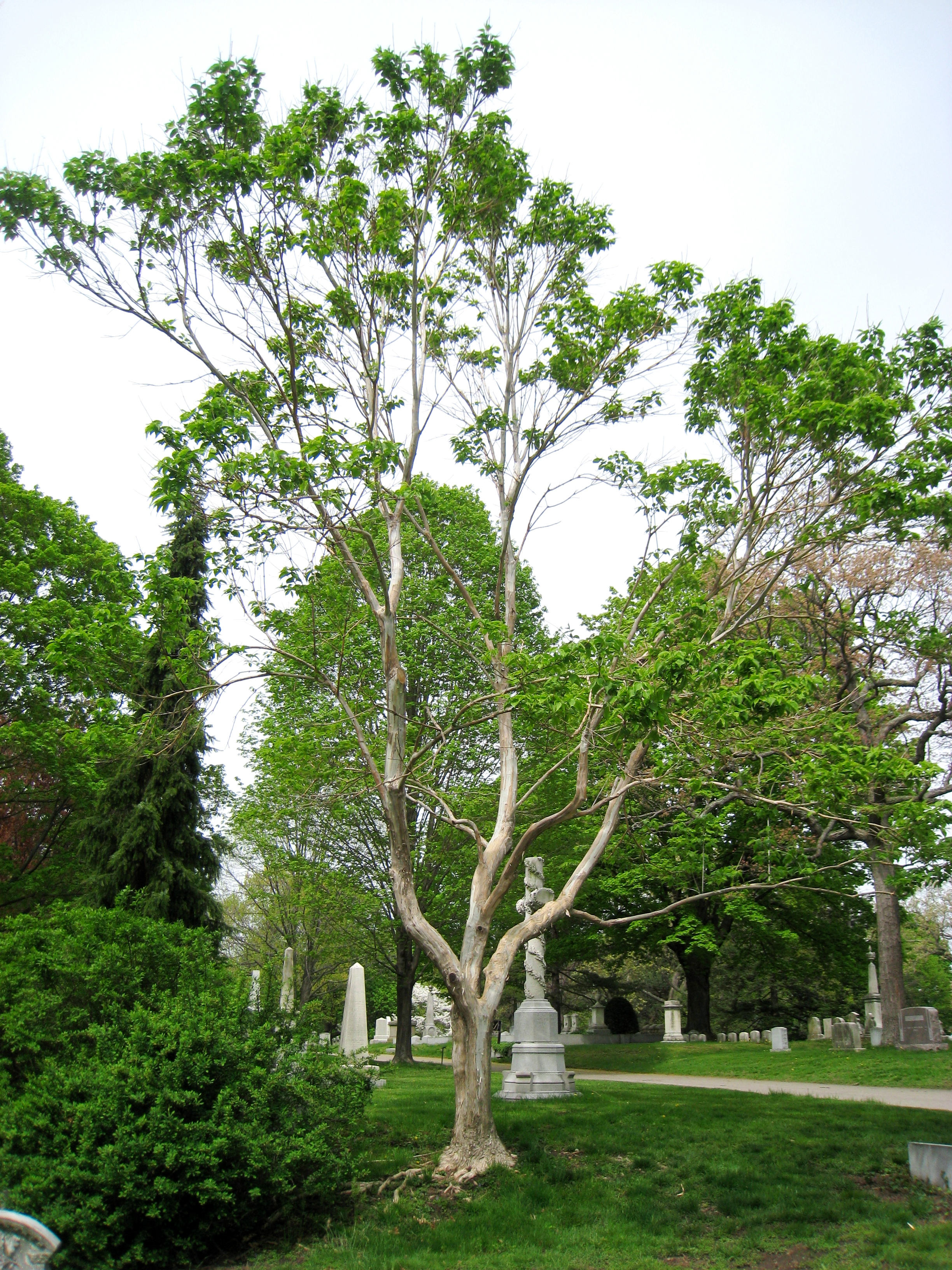
Vue générale
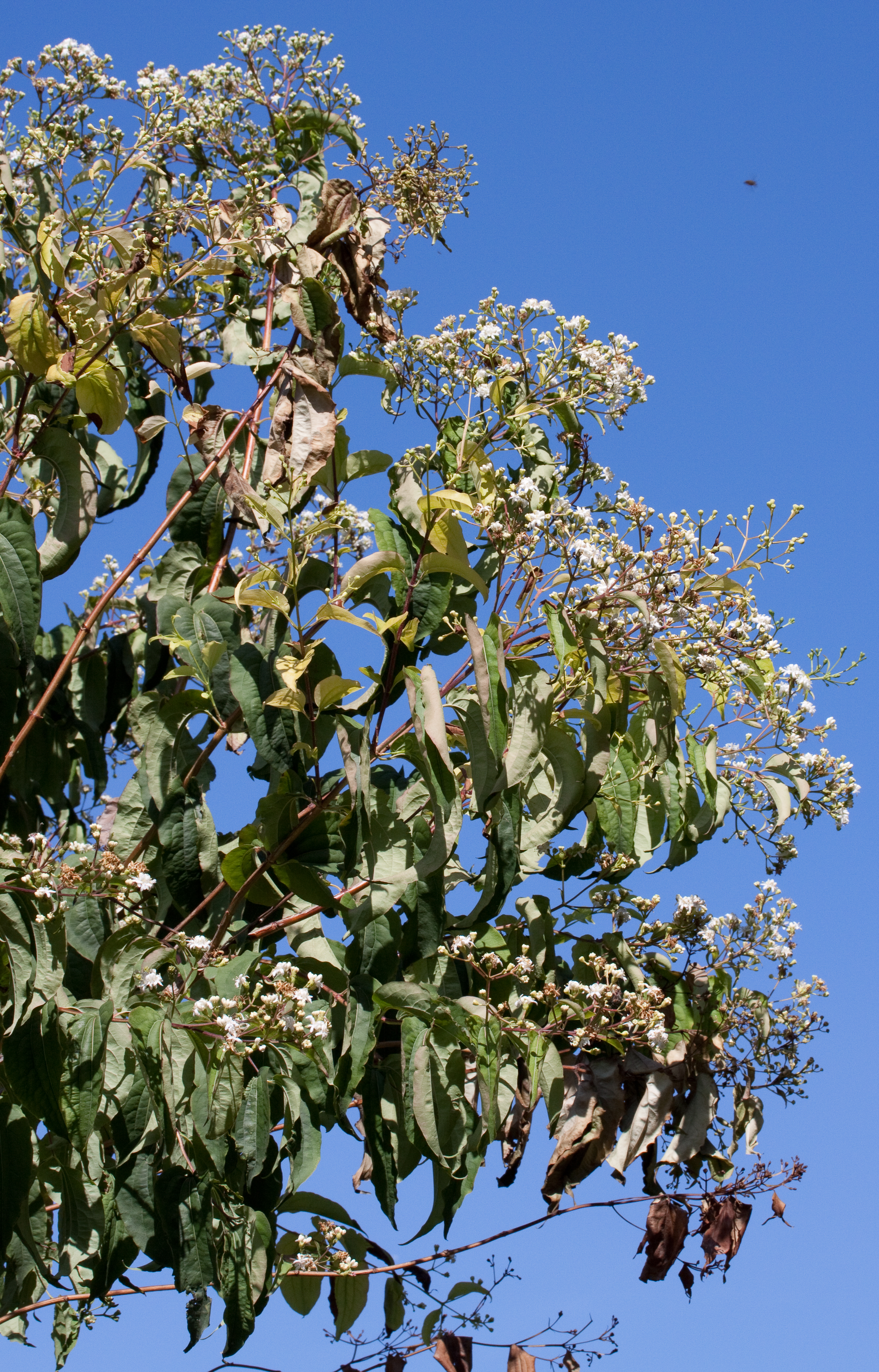
Floraison
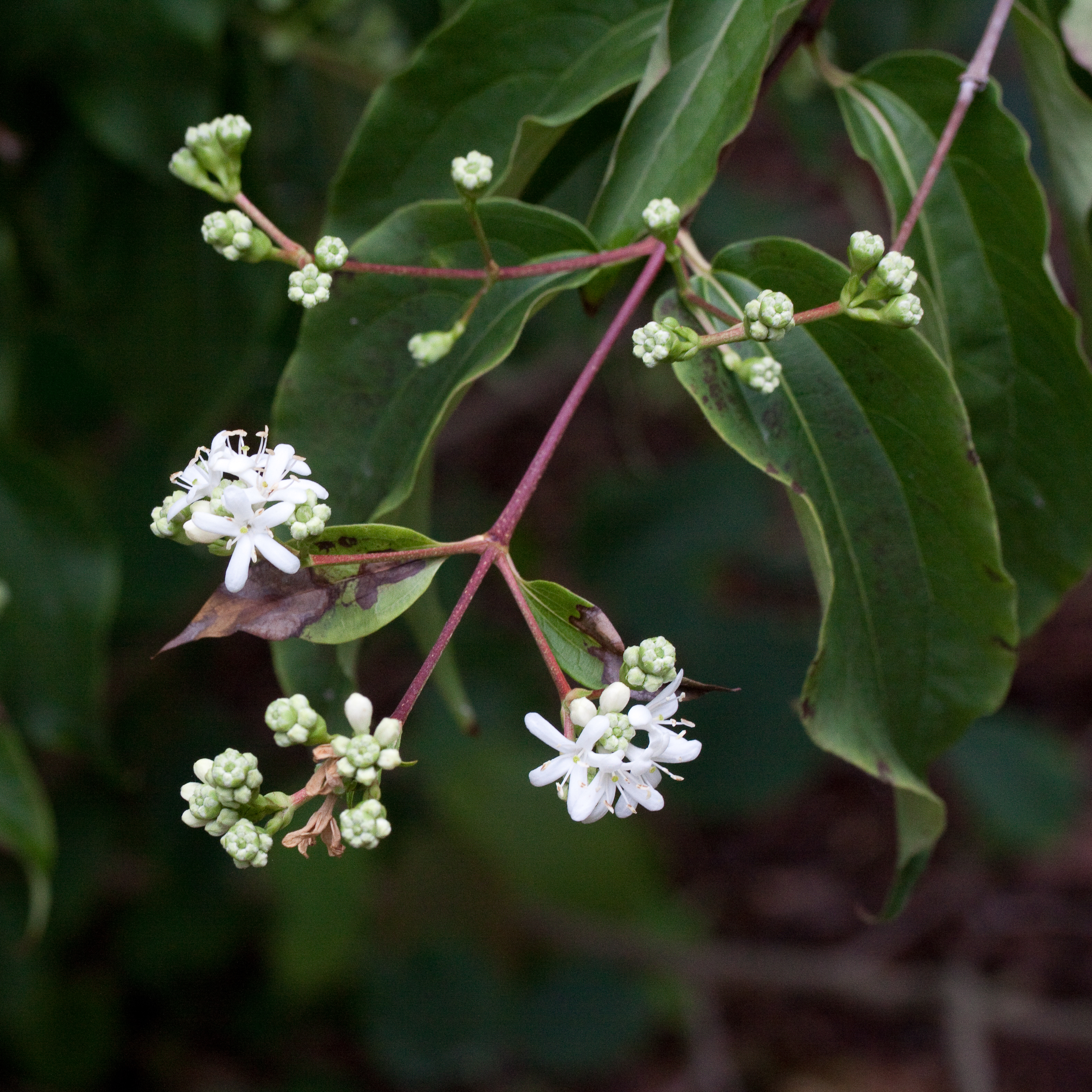
Fleurs
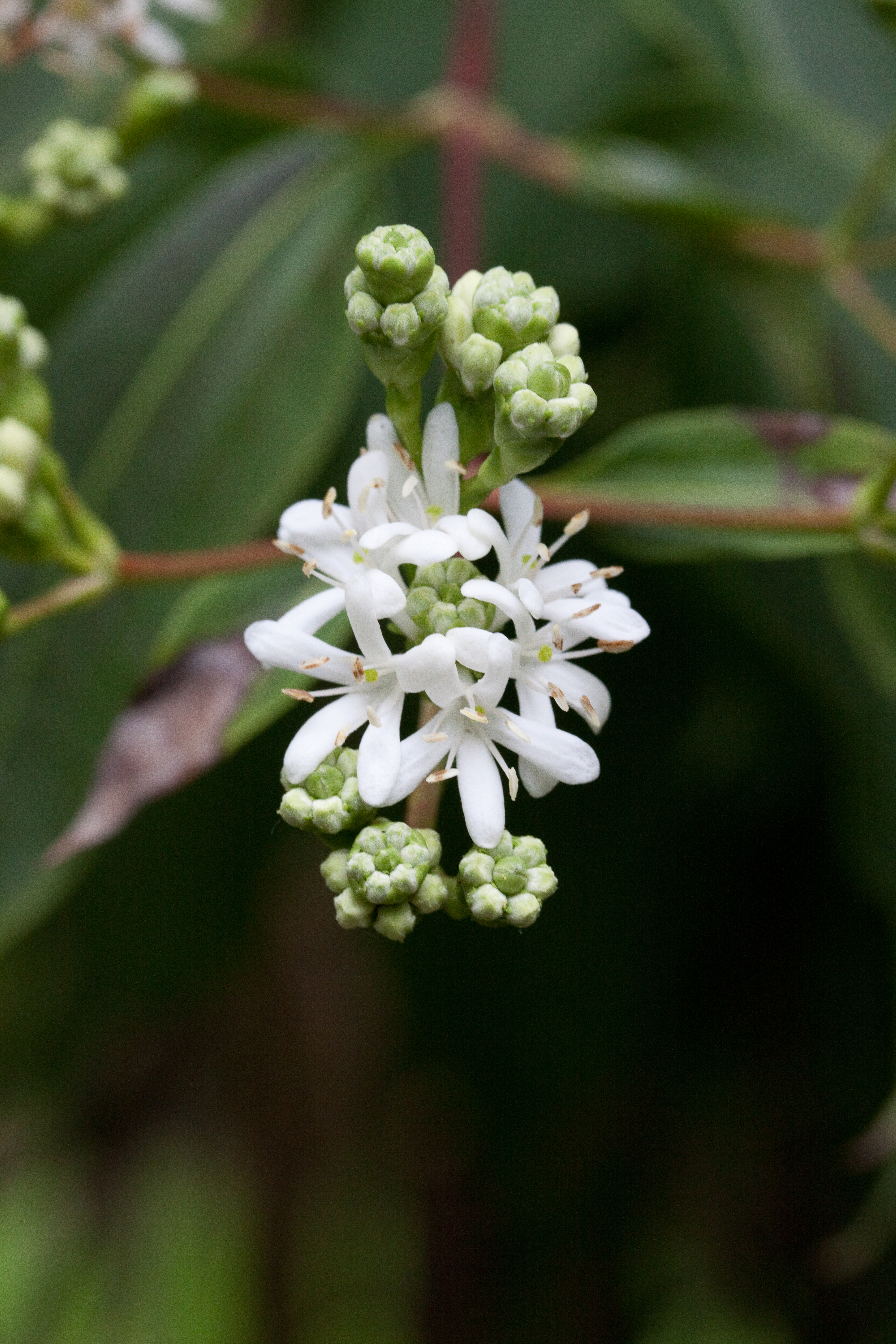
Fleurs
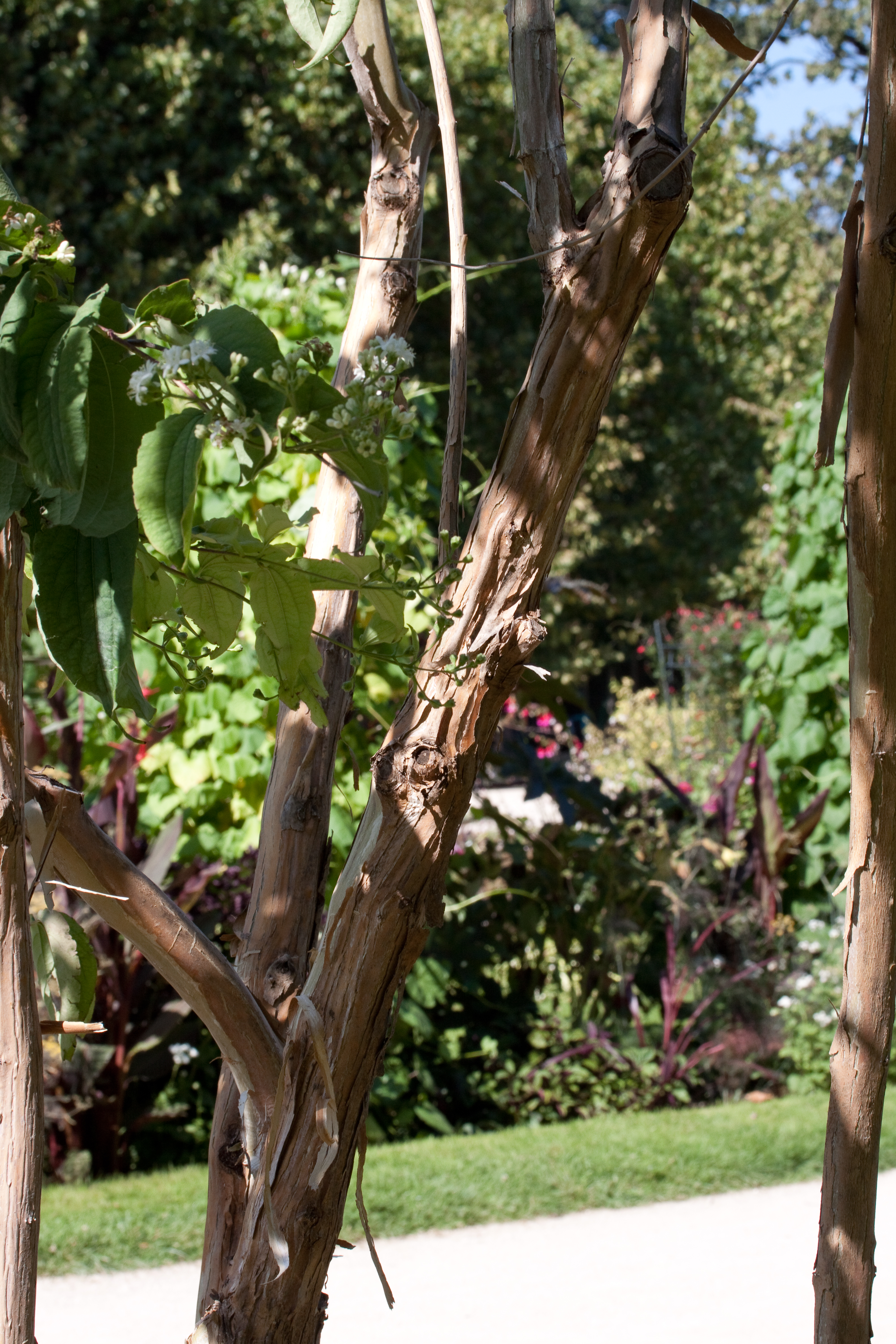
Écorce